# Мост Претория
Мост Претории, англ. Pretoria Bridge — автодорожный металлический вертикально-подъëмный мост через канал Ридо в Оттаве, Канада. Соединяет районы Глиб и Сентертаун на западном берегу с Олд-Оттава-Ист на восточном.
Мост был построен в 1915 году взамен более раннего деревянного поворотного моста, который располагался немного севернее и был продолжением Аргайл-авеню (Argyle Avenue).
В конце 1970-х было обнаружено, что соль, которую рассыпали дорожные рабочие, серьёзно повредила мост. Были выдвинуты предположения о сооружении более крупного и высокого моста, однако в конце концов было принято решение о реконструкции моста и сохранении его исторического вида.
Мост был назван в честь улицы Претория-авеню, продолжением которой он является. Претория-авеню, бывшая Джейн-стрит (Jane Street), была переименована в 1902 году в память о победе британских (в том числе канадских) войск в англо-бурской войне и о взятии столицы буров города Претория. Позднее название стало спорным, поскольку многие канадцы ассоциировали его с режимом апартеида в ЮАР. В конце 1980-х возникло движение о переименовании моста в честь Нельсона Манделы. Предложение натолкнулось на возражения тех, кто считал название моста достойной памятью о погибших в англо-бурской войне канадцах. Городская администрация воздержалась от поддержки той или иной стороны, и дискуссия вскоре угасла без последствий.